# Z̄
Cette page contient des caractères spéciaux ou non latins. S’ils s’affichent mal (▯, ?, etc.), consultez la page d’aide Unicode.
Z̄ (minuscule : z̄), appelé Z macron, est un graphème utilisé dans certaines romanisations ALA-LC et BGN/PCGN, la romanisation ISO 9 de l’écriture cyrillique, la romanisation ISO 233-1 de l’écriture arabe et la romanisation Yaghoubi du pachto.
Il s'agit de la lettre Z diacritée d'un macron.

## Utilisation
Dans la romanisation ISO 9 de l’écriture cyrillique, le jé tréma ‹ ӝ › est transcrit avec le z macron ‹ z̄ ›.
Dans la romanisation ISO 233-1 de l’écriture arabe, ‹ z̄ › translittère le zāy šaddah ‹ زّ ›, le zāy et le šaddah étant translittéré avec le z et avec le macron suscrit. Dans la norme ISO 233-2, ‹ زّ › est translittéré en doublant la lettre ‹ zz ›.
Dans la romanisation BGN/PCGN du persan de 1958 et sa révision de 2019, ainsi que le système national iranien de romanisation, la romanisation BGN/PCGN du pachto de 1968 et sa révision de 2017, ou ou la romanisation BGN/PCGN de l’ourdou de 2007, le z macron ‹ z̄ › transcrit la lettre z̄al ‹ ذ ›, par exemple : ذالْیاب ‹ Z̄ālyāb › ou ذو الفقار ‹ Z̄ū ol Faqār › en persan, ذُوْبَی غَر ‹ Z̄owbay Ghar › en pachto,  ذرانی ‹ Z̄arānī › en ourdou.

## Représentations informatiques
Le Z macron peut être représenté avec les caractères Unicode suivants :
- décomposé (latin de base, diacritiques) :

| formes    | représentations | chaînes de caractères | points de code | descriptions                                 |
| --------- | --------------- | --------------------- | -------------- | -------------------------------------------- |
| capitale  | Z̄               | Z◌̄                    | U+005A U+0304  | lettre majuscule latine z diacritique macron |
| minuscule | z̄               | z◌̄                    | U+007A U+0304  | lettre minuscule latine z diacritique macron |

## Sources
- (en) Thomas T. Pederson, Transliteration of Arabic, 2.2, 2008 (lire en ligne)